# Attirance physique
L'attirance physique est l'attirance esthétique que dégage le physique d'un être humain. L'attirance physique sous-entend le plus souvent une attirance sexuelle, même si l'attirance physique influence les comportements sociaux dans de nombreux autres cas de figure où il n'y a aucune intentionnalité sexuelle. L'attractivité physique est une caractéristique importante qui suggère la fertilité (chez les femelles), la bonne alimentation (chez les mâles) et la bonne santé (dans les deux sexes). Ces facteurs énumérés contribuent à la probabilité de survie et de reproduction et donc au maintien des gènes transmis aux générations suivantes. Dans l'imaginaire collectif, les personnes physiquement attirantes sont associées à d'autres caractéristiques positives. En outre, les personnes attirantes sont considérées comme plus sexuellement attrayantes, extraverties, confiantes, heureuses et émotionnellement stables que les personnes physiquement moins attrayantes.

## Préférence des hommes hétérosexuels selon la psychologie évolutionniste

Selon une théorie controversée, un rapport taille/hanches faible (0,7) exercerait une plus grande attractivité qu'un ratio plus élevé (0,9).

Selon certaines études, les préférences physiques des hommes hétérosexuels seraint essentiellement liées à des caractéristiques suggérant la santé des femmes (symétrie corporelle) et leur valeur reproductive (jeunesse, élargissement des hanches et développement des seins).
La recherche indique ainsi que les hommes ont tendance à être attirés par les femmes jeunes présentant une symétrie faciale et corporelle. Les hommes sélectionnent généralement des femmes plus jeunes qu'eux et plus les hommes sont âgés, plus ils préfèrent des femmes avec lesquels la différence d'âge est importante, tandis qu'à l'inverse les adolescents préfèrent les femmes légèrement plus âgées qu'eux. Selon la théorie psycho-évolutionniste, la préférence des hommes pour des personnes plus jeunes reflèterait des anticipations sur la fertilité et la valeur reproductive. Selon Thornhill, les visages féminins en vieillissant deviendraient plus masculins et moins attirants pour les hommes, ce qu'il attribue à la modification du ratio de production œstrogène/androgène et donc à une baisse de la fertilité.
En plus de la jeunesse et de la symétrie corporelle, des caractères sexuels secondaires féminins marqués (volume des seins, faible rapport taille/hanche) détermineraient également l'attractivité physique de la femme pour un homme hétérosexuel. Ces derniers sont également liés à la production d'hormone féminine et sont en lien avec une valeur reproductive perçue comme plus forte. Plusieurs études montrent ainsi que les hommes ont une préférence très nette pour les femmes aux seins volumineux et fermes,,,,,. Si la fermeté des seins des femmes est essentiellement associée à la jeunesse, leur volume est lui corrélé avec des taux élevés d'estradiol et de progestérone favorisant toutes deux la fertilité.
Certaines études remettent néanmoins en question le caractère universel de ces facteurs d'attirance physique pour l'homme hétérosexuel et souligne la possibilité d'une influence culturelle les conditionnant. Ainsi dans certaines cultures, bien que minoritaires, les seins seraient perçus par les hommes comme exclusivement fonctionnels et uniquement destinés à l'allaitement,,.
Selon une étude de la psychologie évolutionniste portant sur des Texans blancs ou hispaniques, les femmes avec un rapport taille/hanches relativement faible sont considérées comme plus attrayantes,. Cette théorie a été très controversée en raison de la faiblesse méthodologique de l'étude, et parce que le ratio taille/hanches varie fortement selon le statut socio-économique ou la société étudiée.
De manière moins marquée, une préférence pour les femmes à la peau claire a également été documentée dans de nombreuses cultures,,.